# 田中摩弥

田中 摩弥（たなか まや、1972年1月13日 - ）は、日本の気象予報士。テレビ番組などでの氏名表記は「田中 まや」となっているほか、ネット上などでは「まやや」という愛称でも呼ばれている。

## 人物・経歴
滋賀県出身。身長167cm。血液型A型。
1997年8月に全日本空輸へ入社、客室乗務員を務めたのち2000年10月に退社。その後2002年10月に気象予報士の試験に合格し、2003年にウェザーライン（現在のライフビジネスウェザー）へ入社、2004年に日本気象協会へ移籍し関西支社に所属。関西テレビ放送(KTV)のニュースで気象キャスターとして活躍していたが、2008年度いっぱいで降板、気象協会も退職した。
2010年、気象キャスターネットワーク加入。

## 過去の出演番組
- FNNスピーク（関西ローカルパート、2005年 - 2009年3月31日）